# Robert de Mowbray
Robert de Mowbray (m. 1125), fue un noble anglonormando, Conde de Northumbria de 1086, hasta 1095, cuando  fue depuesto por rebelarse contra William Rufus, Rey de Inglaterra. Era hijo de Roger de Mowbray y sobrino de Geoffrey de Montbray, obispo de Coutances. El nombre familiar deriva de Montbrai en Mancha, Normandía, siendo Mowbray una anglicanización del mismo.

## Condado de Northumbria
Robert fue hecho Conde  de Northumbria después de que Aubrey de Coucy, el anterior conde, decidió que no deseaba continuar en el puesto. Coucy fue hecho conde en 1080 y, probablemente ese mismo año, dimitió de su posición y regresó a Normandía, perdiendo todas las tierras que poseía en Inglaterra. No fue reemplazado hasta el nombramiento de Robert en 1086.
En 1088, Robert y su tío, Geoffrey, aliados con Roberto, duque de Normandía, se rebelaron contra William Rufus. La rebelión fracasó, pero el rey posteriormente perdonó a ambos, y Robert permaneció en su cargo de conde de Northumbria.
En noviembre de 1093, Malcolm III de Escocia invadió Northumbria por segunda vez desde 1091, y atacó Alnwick. Robert de Mowbray reclutó un ejército y atacó a los escoceses tomándoles por sorpresa el 13 de noviembre (día de San Brice). En la Batalla de Alnwick, que siguió, murieron Malcolm y su hijo. Con anterioridad ese mismo año, había muerto Geoffrey de Montbray y Mowbray le sucedió como propietario, convirtiéndose en uno de los barones más poderosos en el reino.
En 1095, Mowbray se casó Matilda, hija de Richer de L'Aigle, y sobrina de Hugh d'Avranches, conde de Chester.

## Rebelión y caída
En 1095 Mowbray participó en una rebelión que tenía por objetivo la transferencia de la corona de los hijos del Conquistador a Stephen de Aumale. Parece que hubo una conspiración en la que participaron varios barones, pero cuando llegó el momento de actuar, la mayoría de los conspiradores abandonadaron el plan, dejando expuestos a Mowbray y a su socio William de Eu. El incidente que llevó al descubrimiento del plan fue la captura por parte de Mowbray de cuatro barcos noruegos en el Tyne. Los dueños de los barcos denunciaron el asunto ante el rey y Mowbray fue convocado ante la Curia Regis para dar explicaciones. Mowbray no se presentó e ignoró las sucesivas convocatorias, de modo que William finalmente envió un ejército contra él. Mowbray se atrincheró en su fortaleza de Bamburgh, a la que William puso sitio construyendo un castillo de asedio provisional, conocido como Malvoisin, o "mal vecino". Por alguna razón, durante el asedio, Mowbray abandonó el castillo junto con un pequeño grupo de caballeros y fue perseguido por sus sitiadores, siendo forzado a refugiarse en Tynemouth. Después de un asedio de seis días resultó herido en la pierna, capturado y llevado a Bamburgh donde su mujer aún resistía el asedio. Finalmente rindió el castillo después de que los sitiadores amenazaran con cegar a su marido.

## Encarcelamiento y muerte
Como resultado de su participación en la rebelión Mowbray perdió sus propiedades y fue encarcelado de por vida, inicialmente en Windsor Castle. Pasó muchos años en prisiones, "envejeciendo sin descendencia", según el cronista, Florence de Worcester, y finalmente se le permitió entrar como monje en la abadía de San Albano, según Orderico Vital. Hay dudas sobre la fecha de su muerte. Por un lado, se afirma que pasó treinta años en prisión, lo que situaría la fecha de muerte aproximadamente en 1125. No obstante, William Dugdale reclamó que Mowbray se hizo monje y murió en 1106.
Los socios de Mowbray, William de Eu y William de Aldrie, recibieron un castigo más duro, siendo William de Eu castrado y cegado, y William de Aldrie condenado a muerte.

## Legado
Orderic Vitalis da la siguiente descripción de Robert de Mowbray: 
«Poderoso, rico, bravo, feroz en la guerra, altivo, despreciaba a sus iguales y, henchido de vanidad, desdeñaba obedecer a sus superiores. Era de estatura grande, fuerte, moreno y peludo. Osado y astuto, duro y severo, era más dado a la meditación que al discurso, y en la conversación raramente sonreía.» 
Su matrimonio con Matilda fue anulado por el Papa Pascual II y en algún momento después de 1107, se casó con el hermano de Robert, Nigel de Aubigny, que recibió también las tierras en Montbray confiscadas a su anterior esposa. El matrimonio no tuvo hijos y en 1118 d'Aubigny se divorció de Matilda y se casó con Gundred de Gournay, hija de Gerard de Gournay y Edith de Warenne. Tuvieron un hijo, Roger, que heredó las propiedades originales de Robert Mowbray. Roger cambió entonces su nombre a Mowbray por indicación de Enrique I. Por ello el nombre Mowbray continuó, pero no la línea de sangre de Robert de Mowbray.